# Правители Российского государства
Прави́тели Руси́, Ру́сского госуда́рства, Росси́йской импе́рии, Росси́йской респу́блики / Росси́йского госуда́рства, РСФСР, СССР, Росси́йской Федера́ции (862—2025)
Более подробная информация и разночтения в хронологии приводятся в примечаниях. Даты до 1918 года указаны по старому стилю.
Правители в период раздробленности определяются исходя из того, что номинальной столицей Руси до середины XIII века являлся Киев, с середины XIII века по 1389 год — Владимир, с 1389 года — Москва. По традиции в список также включены великие князья Владимирские (за период с 1157 по 1243 год) и удельные князья Московские (1263—1389 годы), которые не были верховными суверенами русских земель, но считаются правителями России с династической и исторической точки зрения.
В список не включены фактические руководители и регенты, правители других образований в пределах современной российской территории, не контролировавшие столицу, лица, получившие право или претендовавшие на должность правителя, но не вступившие в неё, и номинальные главы РСФСР в период с образования СССР до учреждения должности Президента Российской Федерации.

## Новгородские князья
- Рюрик (862—879)[3]
- Олег Вещий (879—882)[4]

## Киевские великие князья
- Олег Вещий (882 — осень 912)[5]
- Игорь Рюрикович (912 — осень (ноябрь?) 945)[6]
- Ольга (осень 945 — после 959)[7]
- Святослав Игоревич (после 959 — март 972)[8]
- Ярополк Святославич (972 — 11 июня 978)[9]
- Владимир Святославич (11 июня 978 — 15 июля 1015)[10]
- Святополк Владимирович Окаянный (июль 1015 — осень 1016)[11]
- Ярослав Владимирович Мудрый (осень 1016 — 22 июля 1018)[12]
- Святополк Владимирович Окаянный (14 августа 1018—1019)[13]
- Ярослав Владимирович Мудрый (1019 — 20 февраля 1054)[14]
- Изяслав Ярославич (февраль 1054 — 15 сентября 1068)[15]
- Всеслав Брячиславич (15 сентября 1068 — апрель 1069)[16]
- Изяслав Ярославич (2 мая 1069 — март 1073)[17]
- Святослав Ярославич (22 марта 1073 — 27 декабря 1076)[18]
- Всеволод Ярославич (1 января — июль 1077)[19]
- Изяслав Ярославич (15 июля 1077 — 3 октября 1078)[20]
- Всеволод Ярославич (октябрь 1078 — 13 апреля 1093)[21]
- Святополк Изяславич (24 апреля 1093 — 16 апреля 1113)[22]
- Владимир Всеволодович Мономах (20 апреля 1113 — 19 мая 1125)[23]
- Мстислав Владимирович Великий (20 мая 1125 — 15 апреля 1132)[24]
- Ярополк Владимирович (17 апреля 1132 — 18 февраля 1139)[25]
- Вячеслав Владимирович (22 февраля — 4 марта 1139)[26]
- Всеволод Ольгович (5 марта 1139 — 1 августа 1146)[27]
- Игорь Ольгович (2—13 августа 1146)[28]
- Изяслав Мстиславич (13 августа 1146 — после 23 августа 1149)[29]
- Юрий Владимирович Долгорукий (28 августа 1149 — август 1150)[30]
- Вячеслав Владимирович (август 1150)[31]
- Изяслав Мстиславич (август 1150)[32]
- Юрий Владимирович Долгорукий (август 1150 — начало 1151)[33]
- Изяслав Мстиславич (март 1151 — 13 ноября 1154)[34], Вячеслав Владимирович (апрель 1151 — декабрь 1154) (соправитель)[35]
- Ростислав Мстиславич (декабрь 1154)[36]
- Изяслав Давыдович (декабрь 1154 — март 1155)[37]
- Юрий Владимирович Долгорукий (20 марта 1155 — 15 мая 1157)[38]
- Изяслав Давыдович (19 мая 1157 — декабрь 1158)[39]
- Мстислав Изяславич (22 декабря 1158 — 12 апреля 1159)[40]
- Ростислав Мстиславич (12 апреля 1159 — 8 февраля 1161)[41]
- Изяслав Давыдович (12 февраля — 6 марта 1161)[42]
- Ростислав Мстиславич (март 1161 — 14 марта 1167)[43]
- Владимир Мстиславич (март—май 1167)[44]
- Мстислав Изяславич (19 мая 1167 — 12 марта 1169)[45]
- Глеб Юрьевич (12 марта 1169 — февраль 1170)[46]
- Мстислав Изяславич (февраль — 13 апреля 1170)[47]
- Глеб Юрьевич (13 апреля 1170 — 20 января 1171)[48]
- Владимир Мстиславич (15 февраля — 10 мая 1171)[49]
- Михалко Юрьевич (1171)[50]
- Роман Ростиславич (1 июля 1171 — февраль 1173)[51]
- Всеволод Юрьевич Большое Гнездо (18 февраля — 24 марта 1173)[52], Ярополк Ростиславич (соправитель)[53]
- Рюрик Ростиславич (24 марта — сентябрь 1173)[54]
- Ярослав Изяславич (ноябрь 1173 — январь 1174)[55]
- Святослав Всеволодович (январь 1174)[56]
- Ярослав Изяславич (январь — 2-я половина 1174)[57]
- Роман Ростиславич (2-я половина 1174 — июль 1176)[58]
- Святослав Всеволодович (20 июля 1176 — конец августа или начало сентября 1180)[59]
- Рюрик Ростиславич (конец августа или начало сентября 1180 — лето 1181)[60]
- Святослав Всеволодович (лето 1181 — 25 июля 1194)[61]
- Рюрик Ростиславич (лето 1194 — осень 1201)[62]
- Ингварь Ярославич (1201 — 2 января 1203)[63]
- Рюрик Ростиславич (2 января 1203 — зима (начало) 1204)[64]
- Ростислав Рюрикович (зима (начало) 1204 — лето 1205)[65]
- Рюрик Ростиславич (лето, после 19 июня 1205 — август 1206)[66]
- Всеволод Святославич Чермный (август — сентябрь 1206)[67]
- Рюрик Ростиславич (сентябрь 1206 — весна 1207)[68]
- Всеволод Святославич Чермный (весна — октябрь 1207)[69]
- Рюрик Ростиславич (октябрь 1207—1210)[70]
- Всеволод Святославич Чермный (1210 — лето 1212)[71]
- Ингварь Ярославич (лето 1212)[72]
- Мстислав Романович Старый (лето 1212 — 2 июня 1223)[73]
- Владимир Рюрикович (16 июня 1223 — май 1235)[74]
- Изяслав (Мстиславич или Владимирович) (июнь — конец 1235)[75]
- Владимир Рюрикович (конец 1235—1236)[76]
- Ярослав Всеволодович (1236 — 1-я половина 1238)[77]
- Владимир Рюрикович (1238)[78]
- Михаил Всеволодович (1238 — после 18 октября 1239)[79]
- Ростислав Мстиславич (1239—1240)[80]
- Даниил Романович Галицкий (1240)[81]
- Михаил Всеволодович (после 9 апреля 1241—1243)[82]
- Ярослав Всеволодович (1243 — 30 сентября 1246)[83][84]
- Александр Ярославич Невский (1249 — 14 ноября 1263)[85]

## Владимирские великие князья
- Андрей Юрьевич Боголюбский (4 июня 1157 — 29 июня 1174)[86]
- Михалко Юрьевич (1174)[87]
- Ярополк Ростиславич (сентябрь 1174 — 15 июня 1175)[88]
- Михалко Юрьевич (15 июня 1175 — 20 июня 1176)[89]
- Всеволод Юрьевич Большое Гнездо (июнь 1176 — 15 апреля 1212)[90]
- Юрий Всеволодович (апрель 1212 — 27 апреля 1216)[91]
- Константин Всеволодович (апрель 1216 — 2 февраля 1218)[92]
- Юрий Всеволодович (февраль 1218 — 4 марта 1238)[93]
- Ярослав Всеволодович (1238 — 30 сентября 1246)[83][94]
- Святослав Всеволодович (1246 — начало 1248)[95]
- Михаил Ярославич Хоробрит (начало 1248 — зима 1248/1249)[96]
- Андрей Ярославич (декабрь 1249 — 24 июля 1252)[97]
- Александр Ярославич Невский (1252 — 14 ноября 1263)[98]
- Ярослав Ярославич (1264—1272)[99]
- Василий Ярославич (1272 — январь 1277)[100]
- Дмитрий Александрович (1277—1281)[101]
- Андрей Александрович Городецкий (1281—1283)[102]
- Дмитрий Александрович Переяславский (декабрь 1283—1293)[103]
- Андрей Александрович Городецкий (1293 — 27 июля 1304)[104]
- Михаил Ярославич Тверской (осень 1304 — 22 ноября 1318)[105]
- Юрий Данилович Московский (1318 — 2 ноября 1322)[106]
- Дмитрий Михайлович Грозные Очи (1322 — 15 сентября 1326)[107]
- Александр Михайлович Тверской (1326—1328)[108]
- Александр Васильевич Суздальский (1328—1331), Иван I Данилович Калита (1328—1331) (соправитель)[109]
- Иван I Данилович Калита (1331 — 31 марта 1340)[110]
- Симеон Иванович Гордый (1 октября 1340 — 26 апреля 1353)[111]
- Иван II Иванович Красный (25 марта 1354 — 13 ноября 1359)[112]
- Дмитрий Константинович Суздальско-Нижегородский (22 июня 1360 — декабрь 1362)[113]
- Дмитрий Иванович Донской (начало января — весна 1363)[114]
- Дмитрий Константинович Суздальско-Нижегородский (весна 1363)[115]
- Дмитрий Иванович Донской (весна 1363 — 19 мая 1389)[116]
- Василий I Дмитриевич (15 августа 1389 — 27 февраля 1425)[117]

## Московские князья и великие князья
- Даниил Александрович (номинально 1263, фактически с 1271 (не позднее 1282) — 5 марта 1303)[118]
- Юрий Даниилович (5 марта 1303 — 21 ноября 1325)[119]
- Иван I Данилович Калита (21 ноября 1325 — 31 марта 1340)[120]
- Симеон Иванович Гордый (31 марта 1340 — 26 апреля 1353)[120]
- Иван II Иванович Красный (26 апреля 1353 — 13 ноября 1359)[120]
- Дмитрий Иванович Донской (13 ноября 1359 — 19 мая 1389)[120]
- Василий I Дмитриевич (19 мая 1389 — 27 февраля 1425)[120]
- Василий II Васильевич Тёмный (27 февраля 1425 — 25 апреля 1433)[121]
- Юрий Дмитриевич Звенигородский (25 апреля — лето 1433)[122]
- Василий II Васильевич Тёмный (лето 1433 — 31 марта 1434)[123]
- Юрий Дмитриевич Звенигородский (31 марта — 5 июня 1434)[124]
- Василий Юрьевич Косой (5 июня — начало июля 1434)[125]
- Василий II Васильевич Тёмный (начало июля 1434 — 7 июля 1445)[126]
- Дмитрий Юрьевич Шемяка (7 июля — 26 октября 1445)[127]
- Василий II Васильевич Тёмный (26 октября 1445 — 13 февраля 1446)[128]
- Дмитрий Юрьевич Шемяка (13 февраля 1446 — 17 февраля 1447)[129]
- Василий II Васильевич Тёмный (17 февраля 1447 — 27 марта 1462)[130], Иван III Васильевич Великий (1449 — 27 марта 1462) (соправитель)[131]
- Иван III Васильевич Великий (27 марта 1462 — 27 октября 1505)[132]
  - Иван Иванович Молодой (июнь 1471 — 7 марта 1490) (соправитель)[133]
  - Дмитрий Иванович Внук (4 февраля 1498 — 14 апреля 1502) (соправитель)[134]
  - Василий III Иванович (14 апреля 1502 — 27 октября 1505) (соправитель)[135]
- Василий III Иванович (27 октября 1505 — 4 декабря 1533)[136]
- Иван IV Васильевич Грозный (4 декабря 1533 — 16 января 1547)[137]

## Русские цари
Рюриковичи
- Иван IV Васильевич Грозный (16 января 1547 — 18 марта 1584)[138]
  - Симеон Бекбулатович (не позднее 30 октября 1575 — не ранее 18 июля и не позднее 2 сентября 1576) — номинально Великий князь всея Руси[139]
- Фёдор I Иванович (19 марта 1584 — 7 января 1598)[140]

Годуновы
- Ирина Фёдоровна Годунова (7 января — 17 февраля 1598) — Великая государыня, правительница[141]
- Борис Фёдорович Годунов (17 февраля 1598 — 13 апреля 1605)[142]
- Фёдор II Борисович Годунов (13 апреля — 1 июня 1605)[143]

Смутное время
- Лжедмитрий I (предположительно, Григорий Отрепьев) (20 июня 1605 — 17 мая 1606)[144]
- Василий IV Иванович Шуйский (19 мая 1606 — 17 июля 1610)[145]

## Семибоярщина и Земское правительство
Семибоярщина
- Фёдор Иванович Мстиславский (17 июля 1610 — 22 октября 1612)[147] — глава семибоярщины как старейший член Думы.

Земское правительство
- Дмитрий Тимофеевич Трубецкой (30 июня 1611 — весна 1613), Иван Мартынович Заруцкий (30 июня 1611 — август 1612), Прокопий Петрович Ляпунов (30 июня — 22 июля 1611)
- Дмитрий Михайлович Пожарский, Кузьма Минин (осень 1612 — весна 1613)

## Русские цари
Романовы
- Михаил Фёдорович (21 февраля 1613 — 13 июля 1645)[150]
  - Патриарх Филарет — (1 июня 1619 — 1 октября 1633) (соправитель)[151]
- Алексей Михайлович Тишайший (13 июля 1645 — 29 января 1676)[152]
- Фёдор III Алексеевич (29 января 1676 — 27 апреля 1682)[153]
- Иван V Алексеевич (27 апреля 1682 — 29 января 1696) — правил совместно с царём Петром I[154]
- Пётр I Великий (27 апреля 1682 — 22 октября 1721) — до 1696 года правил совместно с Иваном V)[155]

## Российские императоры
- Пётр I Великий (22 октября 1721 — 28 января 1725)[156]
- Екатерина I (28 января 1725 — 6 мая 1727)[157]
- Пётр II (6 мая 1727 — 19 января 1730)[158]
- Анна Иоанновна (19 января 1730 — 17 октября 1740)[159]
- Иван VI (17 октября 1740 — 25 ноября 1741)[160]
- Елизавета Петровна (25 ноября 1741 — 25 декабря 1761)[161]
- Пётр III (25 декабря 1761 — 28 июня 1762)[162]
- Екатерина II Великая (28 июня 1762 — 6 ноября 1796)[163]
- Павел I (6 ноября 1796 — 11 марта 1801)[164]
- Александр I (12 марта 1801 — 19 ноября 1825)[165]
- Николай I (19 ноября, фактически с 13 декабря 1825 — 18 февраля 1855)[166]
- Александр II Освободитель (18 февраля 1855 — 1 марта 1881)[167]
- Александр III Миротворец (1 марта 1881 — 20 октября 1894)[168]
- Николай II (20 октября 1894 — 2 марта 1917)[169]

## ГлавыВременного правительства
- Георгий Евгеньевич Львов (2 (15) марта — 7 (20) июля 1917)[170]
- Александр Фёдорович Керенский (8 (21) июля — 25 октября (7 ноября) 1917)[171]

## Верховный правитель России
- Александр Васильевич Колчак (18 ноября 1918 — 7 февраля 1920)[172]

## Руководители советского государства
Председатель Совета народных комиссаров РСФСР, СССР
- Владимир Ильич Ленин (25 октября (7 ноября) 1917 — 21 января 1924)[173]

Формальные руководители Советского государства
- Лев Борисович Каменев (27 октября (9 ноября) — 8 (21) ноября 1917)[175]
- Яков Михайлович Свердлов (8 (21) ноября 1917 — 16 марта 1919)[176]
- Михаил Фёдорович Владимирский (и. о. 16 марта 1919 — 30 марта 1919)[177]
- Михаил Иванович Калинин (30 марта 1919 — 19 марта 1946)[178]
- Николай Михайлович Шверник (19 марта 1946 — 15 марта 1953)[179]
- Климент Ефремович Ворошилов (15 марта 1953 — 7 мая 1960)[180]
- Леонид Ильич Брежнев (7 мая 1960 — 15 июля 1964)[181]
- Анастас Иванович Микоян (15 июля 1964 — 9 декабря 1965)[182]
- Николай Викторович Подгорный (9 декабря 1965 — 16 июня 1977)[183]
- Леонид Ильич Брежнев (16 июня 1977 — 10 ноября 1982)[184]
- Василий Васильевич Кузнецов (и. о. 10 ноября 1982 — 16 июня 1983)[185]
- Юрий Владимирович Андропов (16 июня 1983 — 9 февраля 1984)[186]
- Василий Васильевич Кузнецов (и. о. 9 февраля — 11 апреля 1984)[120]
- Константин Устинович Черненко (11 апреля 1984 — 10 марта 1985)[187]
- Василий Васильевич Кузнецов (и. о. 10 марта — 2 июля 1985)[120]
- Андрей Андреевич Громыко (2 июля 1985 — 1 октября 1988)[188]
- Михаил Сергеевич Горбачёв (1 октября 1988 — 15 марта 1990)[189]

Генеральные секретари ЦК РКП(б), ВКП(б), КПСС
- Иосиф Виссарионович Сталин (3 апреля 1922 — 5 марта 1953)[191]
- Никита Сергеевич Хрущёв (фактически 14 марта, формально 7 сентября 1953 — 14 октября 1964)[192]
- Леонид Ильич Брежнев (14 октября 1964 — 10 ноября 1982)[193]
- Юрий Владимирович Андропов (12 ноября 1982 — 9 февраля 1984)[194]
- Константин Устинович Черненко (13 февраля 1984 — 10 марта 1985)[195]
- Михаил Сергеевич Горбачёв (11 марта 1985 — 24 августа 1991)[196]

Президент СССР
- Михаил Сергеевич Горбачёв (15 марта 1990 — 25 декабря 1991)[197][198]

## Президенты Российской Федерации
- Борис Николаевич Ельцин (10 июля 1991 — 31 декабря 1999)[199][200]
- Владимир Владимирович Путин (31 декабря 1999, до 7 мая 2000 и. о. — 7 мая 2008)[201]
- Дмитрий Анатольевич Медведев (7 мая 2008 — 7 мая 2012)[202]
- Владимир Владимирович Путин (7 мая 2012 — настоящее время)[203]

## Галерея
- Князь Новгородский
- Рюрик

- Великие князья Киевские
- Олег Вещий
- Святослав Игоревич
- Владимир Святославич
- Ярослав Мудрый
- Владимир Мономах
- Юрий Долгорукий

- Великие князья Владимирские
- Андрей Боголюбский
- Всеволод Большое Гнездо
- Александр Невский

- Князья и великие князья Московские
- Даниил Александрович
- Иван I Калита
- Дмитрий Донской
- Василий I Дмитриевич
- Василий II Тёмный

- Государи (Цари) всея Руси
- Иван III Великий
- Василий III
- Иван IV Грозный
- Фёдор I Иванович
- Борис Годунов
- Василий IV Шуйский
- Михаил Фёдорович
- Алексей Михайлович
- Фёдор III
- Иван V

- Императоры Всероссийские
- Пётр I Великий
- Екатерина I
- Пётр II
- Анна Иоанновна
- Иван VI
- Елизавета Петровна
- Пётр III
- Екатерина II Великая
- Павел I
- Александр I
- Николай I
- Александр II
- Александр III
- Николай II

- Руководители Временного правительства
- Г. Е. Львов
- А. Ф. Керенский

- Верховный правитель России
- А. В. Колчак

- Руководители Советского Союза
- В. И. Ленин
- И. В. Сталин
- Н. С. Хрущёв
- Л. И. Брежнев
- Ю. В. Андропов
- К. У. Черненко
- М. С. Горбачёв

- Президенты России
- Б. Н. Ельцин
- В. В. Путин
- Д. А. Медведев